# Фрамицетин
Фрамицетин (Framycetin, торговое наименование: «Изофра») — бактерицидный антибиотик из группы аминогликозидов для местного применения. Также известен как  Neomycin B. Концентрация фрамицетина, достигаемая при местном применении, обеспечивает его бактерицидную активность в отношении возбудителей инфекций верхних отделов респираторного тракта.

## Фармакологическое действие
Активен в отношении грамположительных микроорганизмов:
Staphylococcus spp. (устойчивых к пенициллинам и некоторым другим антибиотикам),
грамотрицательных микроорганизмов:
Escherichia coli, Klebsiella spp., Pseudomonas aeruginosa, Enterobacter spp., Proteus spp.
К препарату устойчивы: Streptococcus pneumoniae, анаэробные микроорганизмы.

## Применение
Показания
В составе комбинированной терапии при инфекционно-воспалительных заболеваниях верхних отделов дыхательных путей, в том числе: ринитах, ринофарингитах, синуситах (при отсутствии повреждений перегородок).
Профилактика и лечение воспалительных процессов после оперативных вмешательств.
Противопоказания
Повышенная чувствительность к фрамицетину и другим антибиотикам из группы аминогликозидов. Беременность и период грудного вскармливания.
Препарат не следует применять для промывания придаточных пазух носа.
Побочные эффекты
Возможны аллергические реакции. Суперинфекция (при использовании более 10 дней).

## Способ применения и дозы
Спрей — интраназально. Взрослым: по одному впрыскиванию в каждую ноздрю 4—6 раз в сутки.
Детям: по одному впрыскиванию в каждую ноздрю 3 раза в сутки.
Капли — интраназально. Закапывают по 1—2 капли 4—6 раз в сутки в каждый носовой ход с интервалом 2—3 ч.
Длительность лечения — не более 7 дней. Следует помнить, что при лечении возможно появление резистентных штаммов микроорганизмов.
Передозировка
В связи с низкой степенью абсорбции в системный кровоток передозировка маловероятна.
Лекарственное взаимодействие
Клинически значимых взаимодействий препарата с другими лекарственными средствами не выявлено.

## Внешние ссылки
- Инструкция по медицинскому применению препарата Изофра
- Описание препарата Изофра
- Группа аминогликозидов Архивная копия от 26 июля 2013 на Wayback Machine